# Парламентские выборы в Руанде (2013)
Парламентские выборы в Руанде проходили с 16 по 18 сентября 2013 года, на них избирались члены Палаты депутатов.
Правящий «Руандийский патриотический фронт» одержал победу на выборах с результатом 76 % голосов. Руандийский патриотический фронт состоит в коалиции с Демократической партией, Социалистической партией, Партией прогресса и согласия и Центристской демократической партией.
Коалиции противостоят Либеральная партия, Социал-демократическая партия и Социальная партия «Имберакури». Из 80 депутатов парламента прямым голосованием избираются 53. Остальные 27 мест зарезервированы по квотам для женщин, молодёжи и инвалидов, представителей которых 17 и 18 сентября определят в окружных и национальном советах. Правом голоса обладают около 6 миллионов руандийцев из 10-миллионного населения.

## Результаты
| Партия                                                         | Партия                                | Число голосов | %     | Число мест | +/− |
| -------------------------------------------------------------- | ------------------------------------- | ------------- | ----- | ---------- | --- |
| Коалиция Руандийского патриотического фронта                   | Руандийский патриотический фронт      |               | 76,22 | 37         | +1  |
| Коалиция Руандийского патриотического фронта                   | ПДК                                   | 1             | 76,22 | 0          |     |
| Коалиция Руандийского патриотического фронта                   | ИДА                                   | 1             | 76,22 | 0          |     |
| Коалиция Руандийского патриотического фронта                   | ППК                                   | 1             | 76,22 | 0          |     |
| Коалиция Руандийского патриотического фронта                   | ПСР                                   | 1             | 76,22 | 0          |     |
| Социал-демократическая партия Руанды                           | Социал-демократическая партия Руанды  |               | 13,03 | 7          | 0   |
| Либеральная партия Руанды                                      | Либеральная партия Руанды             |               | 9,29  | 5          | +1  |
| Независимые                                                    | Независимые                           |               |       | 0          | 0   |
| Выбираемые непрямым способом депутаты                          | Выбираемые непрямым способом депутаты | -             | -     | 27         | -   |
| Итого                                                          | Итого                                 | 5 881 874     | 100   | 80         | 0   |
| Численность избирателей/явка                                   | Численность избирателей/явка          | 5 953 531     | 98,80 | -          | -   |
| Источник: IPU Архивная копия от 4 июня 2013 на Wayback Machine |                                       |               |       |            |     |

Женщины получили 51 из 80 мест в парламенте.